# Ambulance cannibale non identifiée
Ambulance cannibale non identifiée est un roman de science-fiction, écrit par Serge Brussolo et publié en 1985, aux éditions Fleuve noir, dans la collection Anticipation. Une nouvelle édition, légèrement revue et corrigée, est publiée en 2005, aux éditions Vauvenargues, dans la collection Intégrale Brussolo, sous le titre de L’Ambulance.

## Synopsis
Une étrange épidémie s'est emparée de l'humanité : des milliers de gens, sous la férule d'idéologues déments, quittent tout, travail, domicile, famille, sans raison pour se mettre à marcher inlassablement sur les routes, jusqu'à l'épuisement. Les idéologues de « la grande marche » vident peu à peu toutes les villes et sèment la terreur parmi ceux qu'ils appellent « les partisans de l'immobilité ». Après avoir tenté tous les moyens de répression, les autorités, dépassées, envoient d'étranges ambulances pour récupérer et tenter de guérir les marcheurs. Mais « la grande marche » est elle réellement une maladie infectieuse, et que deviennent ceux qui disparaissent dans le ventre des ambulances.
Jane (Jeanne dans L'Ambulance), l'héroïne de l'histoire, est amenée à piloter un de ces engins géants et automatisés. Peu à peu, le doute va s'installer en elle.